# Perilissus maritimus
Perilissus maritimus is een insect dat behoort tot de orde vliesvleugeligen (Hymenoptera) en de familie van de gewone sluipwespen (Ichneumonidae). De wetenschappelijke naam van de soort werd voor het eerst geldig gepubliceerd in 1953 door H.G.M. Teunissen. De soort komt voor in Nederland; het holotype is in 1911 gevangen in 's-Gravenhage.